# Computer Professionals for Social Responsibility
Computer Professionals for Social Responsibility - CPSR, cuya traducción aproximada al castellano es Profesionales Informáticos pro-Responsabilidad Social, es una organización no lucrativa, fundada en el año 1981 para educar tanto a profesionales de la informática como a cualquier otro público interesado sobre el impacto de las tecnologías de la información y comunicaciones (TIC) en la sociedad.
En 1981 comienza la actividad de CPSR cuando, preocupados por posibles tentativas que indujeran a guerras nucleares acabó por formarse un pequeño grupo de discusión el cual se comunicaba a través de una Intranet en el Centro de Investigación Xerox PARC (Palo Alto); poco tiempo después se sumó a este grupo la colaboración de otros especialistas pertenecientes a la Universidad de Stanford.
Pese a la cercanía de la fecha con la actual, los 80 todavía era una época donde la informática continuaba siendo un “ente” desconocido al igual que los profesionales que vivían de ello. Los fundadores de CPSR, la mayoría informáticos, propusieron el reconocimiento de estos profesionales, desconocidos por aquel entonces, en otras áreas donde se pudieran compartir preocupaciones similares. Se dedicaron a extender el reconocimiento de la profesión e informar a los usuarios no especializados en peligros que podía conllevar el uso de las computadoras en sistemas críticos.
Sencillamente, pretendían potenciar la informática integrándola junto a otros ámbitos o dominios profesionales, donde se emplearían para garantizar precisión y rentabilidad, como puede ser: medicina, enseñanza, matemáticas, etc. Ni que decir tiene que en la actualidad esta “integración” está más que aceptada y lograda.
En junio de 1982, se incorporaron en la plantilla informáticos de renombre (todavía al margen del anonimato) especializados en responsabilidad social, robusteciendo la propuesta inicial de CPSR. Mientras tanto, la citada organización comenzaba su veloz expansión asentando oficinas en ciudades colindantes a Palo Alto.
Pasó un año más tras la incorporación de los especialistas en 1982 para que CPSR fuera nombrado finalmente, bajo las leyes de California, “Organización Nacional”. Este hecho se produjo en marzo de 1983. Poco después, la organización inauguró su sede en Palo Alto.
Pese a que su actividad no fuese fructífera en términos económicos, lo cual nos lleva a pensar en una “ONG”, se obtiene gran perplejidad y resulta paradójico que su primer proyecto sólido versase sobre el uso de los computadores en entornos bélicos.
En él trataban los peligros que podría plantear un aumento masivo de equipos tecnológicos en usos militares. Como consecuencia de la preocupación que condujo los escritos de CPSR, éstos publicaron un libro de tremenda aceptación: “Las computadoras en batalla: ¿Trabajarán?”;  en él colaboraron Jovanovich de Harcourt, David Bellin y Chapman de Gary. Su propuesta fue premiada, y proporcionó a sus lectores confiabilidad a la par que riesgo, por adentrarse en las nuevas tecnologías.
Entre sus proyectos más importantes destaca su colaboración en Sistemas de Votación, en ellos, colaboraban en la administración de elecciones.
Otros de los propósitos de CPSR fueron: Privaterra (proyecto público de la esfera), EPOPEYA (centro de información electrónico de aislamiento) y CFP (computadoras, libertad e independencia).
Desde aquella primera publicación, sus proyectos fueron de sumo interés y reconocidos mundialmente; la importancia de la organización CPSR ha sido tal que surgiendo inicialmente a manos de unos pocos especialistas que trataban la relación Informática-Sociedad como algo temido por los propios “Civitas”, todavía continúa expandiéndose  considerablemente a lo largo y ancho de 26 países en 6 continentes.